# Argas (España)
Argas (llamada oficialmente San Xoán de Seoane de Argas) es una parroquia del municipio español de Río, en la provincia de Orense, Galicia.

## Toponimia
La parroquia también es conocida por los nombres de San Juan de Argas y San Xoán de Argas.
El topónimo deriva del latín Sanctu(m) Iohanne(m), San Juan.

## Organización territorial
La parroquia está formada por siete entidades de población:

### Entidades de población
Entidades de población que forman parte de la parroquia:
- Acevido
- As Cortes
- Casdelope
- Outeiro (O Outeiro)
- Ribadas (As Ribadas)
- Seoane

### Despoblado
Despoblado que forma parte de la parroquia:
- Sanfitoiro

## Demografía
| Gráfica de evolución demográfica de Argas entre 2000 y 2023 |
|                                                             |
| Datos según el nomenclátor publicado por el INE.            |